# Épopées et légendes
« Épopées et légendes » est une collection littéraire française publiée par L'édition d'Art H. Piazza et Cie à Paris entre 1920 et, sous différentes formes, jusqu'aux années 1970.

## Description

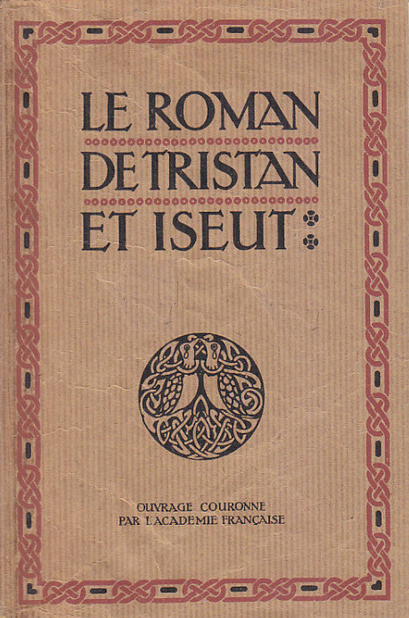
Couverture du livre Le Roman de Tristan et Iseut (1920).

Fondée en 1920 par l'éditeur d'origine italienne Henri Piazza installé à Paris au 19 rue Bonaparte, active durant plus d'un demi-siècle, la collection « Épopées et légendes » proposa un important fonds de grands textes fondateurs de toutes les civilisations (épopée, chanson de geste, mythe fondateur, matière de Bretagne et de France, saga, etc.). Chaque texte était dit renouvelé, c'est-à-dire réécrit, adapté, en français moderne, et présenté par un spécialiste.
Jusque dans les années 1950, chaque volume se présente avec une couverture souple marron — du papier kraft — ornementée par un artiste et des cahiers de papier vélin couleur ivoire cousus d'une qualité typographique très soignée (image hors-texte, lettrines, cul de lampe). Le format est de 13 x 19 cm et le principal imprimeur est Pierre Frazier (Paris). Le prix de vente était, à l'époque du lancement, de 15 francs en moyenne, ce qui rangeait cette collection dans la catégorie demi-luxe (un roman en format papier se vendait 5 francs).
Parmi les nombreux illustrateurs recrutés par Piazza pour composer chaque volume, on peut mentionner : Étienne Dinet, Paul de Pidoll, Paul Zenker ou Boris Zvorykine.
Le premier titre fut une réédition d'un gros succès d'Henri Piazza, il s'agit du Roman de Tristan et Iseult par Joseph Bédier publié en 1900 en une édition luxueuse, à tirage limité, comprenant des illustrations lithographiées de Robert Engels. Cet ouvrage fut traduit les années suivantes en plusieurs langues étrangères et assura une certaine notoriété à cette maison d'édition, qui, après la Première Guerre mondiale, se lance dans la publication d'une formule éditoriale relativement plus populaire, au graphisme très marqué par les Arts décoratifs et l'exotisme colonial, imprimé suivant le procédé typogravure. 
Les volumes sont publiés de façon régulière d'abord par Henri Piazza lui-même, puis, après sa mort en 1929, par Robert Hostater et Edmond Pilon. Durant les années 1920, d'autres collections furent lancée dans la foulée : par exemple, « Ex oriente lux », tirage à part en plus petit format, de contes et légendes remarquablement illustrés. Fut aussi lancée dans les années 1930 la collection « Contes de France et d'ailleurs » mais, concurrente de celle lancée en 1913 par Fernand Nathan — la « Collection des contes, épopées et légendes de tous les pays » — , elle ne connut pas le même succès et ne doit pas être confondue avec « Épopées et légendes ».
En 1971, rachetée par les éditions Les Heures Claires, la collection est relancée sous ce nom et dans un format et un graphisme assez proches avec par exemple les quatre volumes reprenant la légende arthurienne rédigée par Xavier de Langlais.

## Titres publiés dans cette collection
La date est celle de la première édition, la graphie des titres complets a été ici respectée :
- 1920 : Le Roman de Tristan et Iseult, par Joseph Bédier
- 1920 : La Légende de Guillaume d'Orange renouvelée par P. Tuffrau
- 1922 : La Chanson de Roland publié d'après le manuscrit d'Oxford, par J. Bédier
- 1922 : La Vie de Bouddha d'après les textes de l'Inde ancienne, par André-Ferdinand Hérold
- 1922 : La Légende du Cid Campeador d'après les textes de l'Espagne ancienne, par Alexandre Arnoux
- 1923 : La Légende de Saint François d'Assise d'après les témoins de sa vie, par Georges Lafenestre
- 1923 : Les Lais de Marie de France transposés en un français moderne, par P. Tuffrau
- 1923 : Le Roman d'Antar d'après les anciens textes arabes, par Gustave Rouger
- 1924 : Le Livre des Vikings d'après les anciennes sagas, par Charles Guyot et Else Wegener[2]
- 1924 : La Passion de Yang Kwé-Feï, favorite impériale d'après les anciens textes chinois, par George Soulié de Morant
- 1924 : La Légende de Don Juan, par Albert t'Serstevens
- 1924 : Le Livre de Feridoun et des Minoutchehr, roi de Perse d'après le Shah-Nameh d'Aboulkaasim Firdousi, par Jules Mohl
- 1924 : La Vie de Sainte Claire d'Assise d'après les textes anciens, par Camille Mauclair
- 1924 : Le Roman de Jean de Paris, par Jean Marchand
- 1925 : Le Roman de l’émir Séif d’après les anciens textes orientaux, par André Devens
- 1925 : La Légende de la ville d'Ys, par Charles Guyot
- 1925 : Le Roman de La Kahena, d'après les anciens textes arabes, par Angèle Maraval-Berthoin
- 1925 : La Roue des fortunes royales ou la gloire d'Artus, empereur de Bretagne d'après les anciens textes, par Albert Pauphilet
- 1925 : Contes magiques, d'après l'ancien texte chinois de P'ou Soung-Lin, par Louis Laloy
- 1926 : La Légende de Socrate, par Mario Meunier
- 1926 : Le Dernier des paladins. Don Juan fils de Charles-Quint, par Maurice des Ombiaux
- 1926 : La Légende du Docteur Faust, par Pierre Saintyves
- 1926 : Le Kalevala, épopée nationale de la Finlande, par Charles Guyot d'après la traduction de Léouzon-Le-Duc
- 1927 : Le Trésor des loyaux Samouraïs, ou les quarante-sept Ro-Ninns, par G. Soulié de Morant
- 1927 : La Geste de Cûchulainn, le Héros de l'Ulster d'après les anciens textes irlandais, par Georges Roth
- 1927 : La Légende de Lalla Maghnia d'après la tradition arabe, par A. Maraval-Berthoin
- 1927 : Le Chant de Hiawatha d'après les légendes peaux-rouges, par M. Richard d'après H. W. Longfellow
- 1928 : La Légende de Florinda[3], la Byzantine, par René de Segonzac
- 1928 : La Légende de Barberousse, roi d'Alger, par Edmond Gojon
- 1929 : Le Livre des Nô, drames littéraires du vieux Japon, par Steilber-Oberlin et Kuni Matsuo
- 1929 : La Légende des Nibelungen, par Auguste Ehrhard
- 1930 : Le Chapelet des vingt et une Koubbas par A. Maraval-Berthoin
- 1930 : Le Roman de Khaldoun, par A. Maraval-Berthoin
- 1930 : La Légende de Flore et Blanche-Fleur, poème du XIIe siècle, par Jean Marchand
- 1931 : Le Roman de la Violette de Gerbert de Montreuil par Gonzague Truc
- 1931 : Contes du Jongleur, par A. Pauphilet
- 1951 : Le Bateleur de Notre-Dame d'après Gautier de Coincy, par Henri Marmier